# (37939) Hašler
(37939) Hašler – planetoida z pasa głównego asteroid okrążająca Słońce w ciągu 4 lat i 47 dni w średniej odległości 2,57 j.a. Została odkryta 16 kwietnia 1998 roku w obserwatorium astronomicznych w Ondřejovie przez Lenkę Šarounovą. Nazwa planetoidy pochodzi od Karela Hašlera (1879–1941), czeskiego pisarza piosenek, aktora, reżysera filmowego i kabareciaża. Przed jej nadaniem planetoida nosiła oznaczenie tymczasowe (37939) 1998 HA.